# Inia boliviensis
Inia boliviensis é uma espécie de golfinho fluvial do gênero Inia. Pode ser encontrada na Bolívia e marginalmente no Brasil (no estado de Rondônia).

## Nomenclatura e taxonomia
Em 1824, Alcide d'Orbigny descreveu o Inia boliviensis como uma espécie distinta, e estabelecendo o termo genérico Inia. Posteriormente o táxon foi classificado como uma subespécie do Inia geoffrensis e esse arranjo taxonômico perdurou até a década de 1970 sem contestação.
Em 1977, uma análise morfológica e morfométrica com base em indivíduos depositados em museus considerou a população boliviana uma espécie distinta. A distinção foi contestada já que os caracteres utilizados eram muito variáveis para serem utilizados na distinção das populações em duas espécies distintas. Com base na morfologia do crânio, em 1994, foi proposto novamente que o I. g. boliviensis representava uma espécie distinta, entretanto, devido ao pequeno número de espécimes analisados a conclusão foi enviesada.
Alguns autores seguiram o arranjo taxonômico de considerar a população boliviana como uma espécie distinta, enquanto outros continuaram a tratá-la como uma subespécie.
No início da década de 2000, a hipótese de duas espécies válidas foi analisada com estudos moleculares e genéticos. Análises de DNA mitocondrial, genes do citocromo b mitocondrial e sequências de intron nuclear demonstraram uma grande variação entre a população da Bolívia e a do Amazonas-Orinoco, demonstrando uma distinção em nível de espécie. Um novo estudo morfológico também demonstrou a existência de duas espécies válidas.

## Distribuição geográfica e habitat
A espécie está restrita na bacia do alto rio Madeira, com as quedas d'água de Teotônio, entre Guajará-Mirim e Porto Velho em Rondônia, formando uma barreira geográfica de isolamento da população. Além do curso principal do rio madeira, a espécie é registrada no rio Beni, na bacia do Guaporé ou Iténez, juntamente com os afluentes Verde e Iporuporé, e na bacia do Mamoré e seus tributários e afluentes: Pirai, Grande, Ichilo, Chapare, Ibaré, Tijumachi, Apere, Yacuma e Yata.

## Conservação
Em setembro de 2012, o presidente da Bolívia Evo Morales decretou uma lei de proteção ao boto e o declarou um tesouro nacional.